# Integrazione verticale

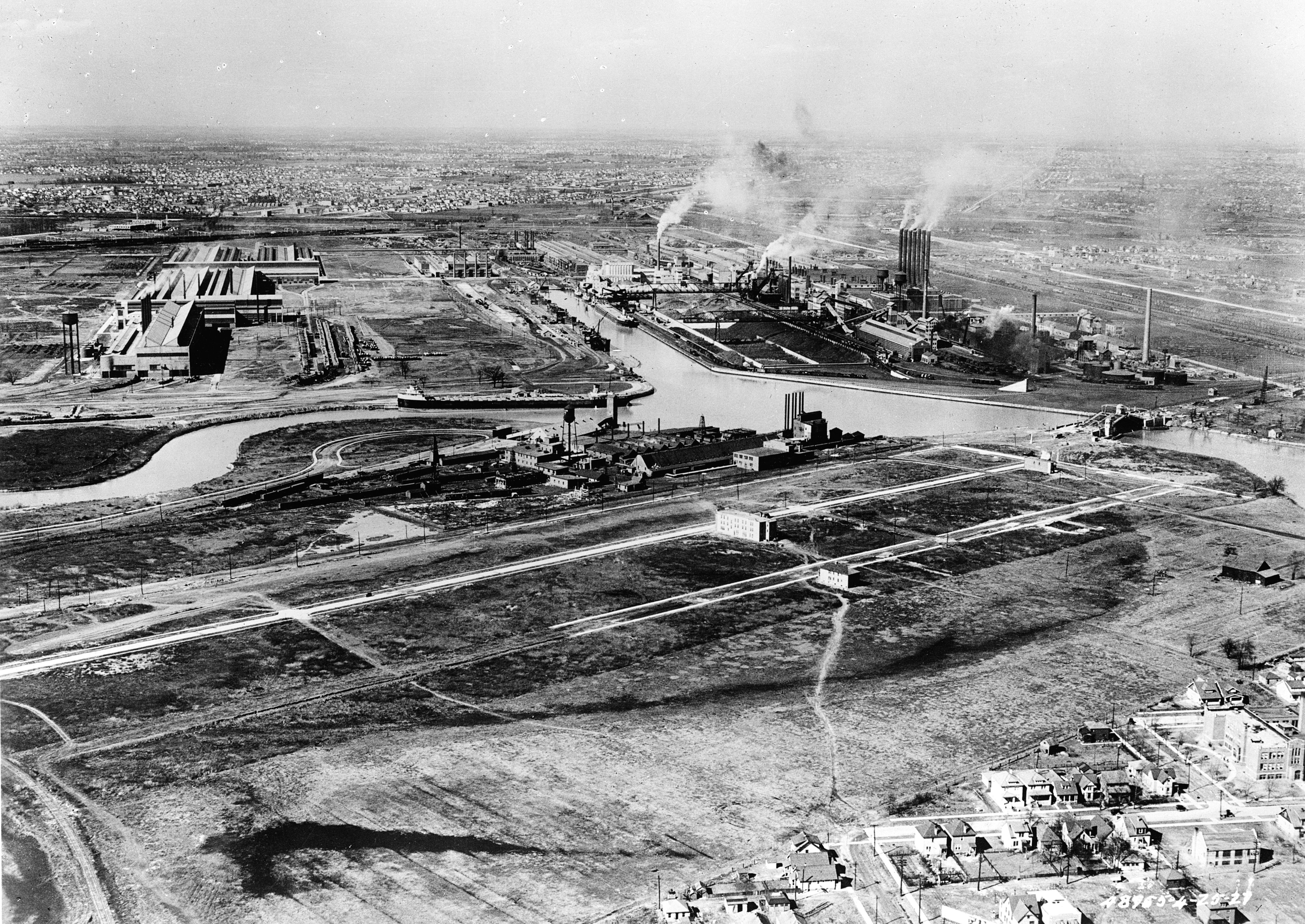
River Rouge

Integrazione verticale è un'espressione che nella microeconomia e nel management strategico descrive la scelta di un'impresa produttrice o assemblatrice di un certo prodotto di integrare all'interno della propria attività un maggior numero di "passaggi intermedi" necessari all'ottenimento del prodotto finito.

## Descrizione
Compagnie integrate verticalmente sono unite attraverso una gerarchia e condividono un proprietario comune. Di solito ogni membro della gerarchia si occupa di step differenti e i prodotti insieme soddisfano un bisogno comune. Tramite questo approccio strategico, la compagnia può godere di molti benefici: il controllo dei processi e delle fonti, la riduzione dei rischi di stockout delle scorte, impiego degli slack di capacità produttiva, l'eliminazione dei contrasti con i fornitori, una maggiore personalizzazione dei prodotti o dei servizi erogati, lo sfruttamento di economia di scala e la conservazione del talento organizzativo.

## Tipologie
Esistono due tipi di integrazione verticale: integrazione a valle e integrazione a monte.
L'integrazione a valle (o discendente) consiste nel controllo da parte di un'azienda di un passaggio successivo rispetto a quello che già ricopre: ad esempio, un'impresa assemblatrice di automobili che apre una concessionaria di vendita. L'integrazione a monte (o ascendente), invece, si ha quando un'azienda decide di assumere il controllo di un passaggio antecedente a quello già svolto: ad esempio, un'impresa assemblatrice di automobili che inizia a produrre volanti.
Per citare un esempio Sony, al contrario delle altre compagnie tecnologiche (come HP, in cui il 75% del costo totale di un prodotto è generato da 30 fornitori), ha attuato una profonda verticalizzazione che sta portando la compagnia a seguire l'intera filiera di produzione dei suoi prodotti.

Dichiarazione di T. Aoki, vicepresidente esecutivo di Sony: